# Bataille de Saint-Georges (1320)
La bataille de Saint-Georges se déroule le 9 septembre 1320, entre la principauté d'Achaïe et l'Empire byzantin, représenté par le gouverneur du despotat de Morée, devant la forteresse de Saint-Georges en Skorta, en Arcadie. Les Byzantins, victorieux, reprennent le contrôle de l'Arcadie.

## Contexte
À partir de 1315, la principauté latine d'Achaïe, qui domine le Péloponnèse, entre dans une période d'instabilité car plusieurs personnages entrent en conflit pour le titre princier. Une invasion catalane intervient pour soutenir les droits d'Isabelle de Sabran, mais elle est repoussée à la bataille de Manolada en 1316. Peu après, le prince Louis de Bourgogne meurt et son titre est contesté entre sa femme, Mathilde de Hainaut, les Angevins de Naples, suzerains de la principauté, qui veulent la contraindre à se marier à Jean de Durazzo et Eudes IV de Bourgogne, le frère de Louis. En 1318, le bailli angevin Frédéric Trogisio est envoyé comme gouverneur mais ces querelles ne s'éteignent qu'en 1322, quand les droits d'Eudes sont achetés par les Angevins et que Mathilde est maintenue en résidence surveillée à Naples. Dans le même temps, le despotat byzantin de Morée est solidement dirigé par Andronic Asen, neveu de l'empereur Andronic II Paléologue. Dirigeant capable, il entreprend de poursuivre la guerre contre les Latins de Morée.

## Campagne de 1320 et bataille
Si l'on en croit les versions française et aragonaise de la chronique de Morée, Asen lance une campagne en Arcadie en 1320 et met le siège devant le château de Saint-Georges de Skorta. Construit dans les années 1290 par les Latins, il participe à contrôler les cols du massif de la Skorta. Pris par les Byzantins dès 1294, il est repris par les Latins quelque temps plus tard.
En face, le bailli Trogisio rassemble une armée pour soutenir les assiégés. Parmi les vassaux sollicités figurent l'évêque d'Olena, Jacques de Chypre, le grand connétable Bartolomeo II Ghisi, ainsi que les commandeurs de l'ordre des chevaliers de Saint-Jean ainsi que des chevaliers teutoniques d'Achaïe. 
Quand il apprend l'arrivée de renforts, Asen renforce la pression contre le château et, le 9 septembre, Nicoloucho de Patras, chef de la garnison, se rend. Néanmoins, Asen laisse les bannières de la principauté d'Achaïe flotter, pour tromper l'ennemi. Quand l'armée latine arrive, elle pense que les Byzantins se sont retirés et se montre moins vigilante. C'est à ce moment que Asen lance son armée à l'assaut des Latins, qui sont facilement battus. Les pertes sont nombreuses, incluant le commandeur des chevaliers teutoniques, mort sur le champ de bataille. D'autres, comme Bartolomeo II ou l'évêque d'Olena, sont capturés. Si ce dernier est rapidement relâché, les autres sont emmenés comme captifs à Constantinople.
Durant la même campagne, les Byzantins parviennent à s'emparer des châteaux de Karýtena, Akova et Polyphengos, avant ou après le siège de celui de Saint-Georges.

## Conséquences
La campagne d'Asen, en 1320, assure le contrôle de l'Arcadie pour les Byzantins, tandis que la principauté d'Achaïe se réduit aux littoraux nord et ouest du Péloponnèse, comprenant les préfectures actuelles de Messénie, d'Achaïe, de Corinthie, d'Argolide et d'Élide. Les Latins perdent aussi tout le réseau de forteresses qui leur a permis de résister plusieurs années, tandis qu'une part notable des colons, qui pour certains se sont déjà mêlés à la population locale, abandonnent le catholicisme pour embrasser la foi orthodoxe.
Cette défaite confirme l'incapacité des Angevins à assurer leur rôle de protecteur et les seigneurs de la région finissent par envoyer le Franciscain Pierre Gradenigo auprès du doge de Venise, pour lui proposer de devenir le suzerain de la principauté, ainsi que de la seigneurie de Négrepont. Pour autant, les négociations échouent et, en 1321, un nouveau bailli angevin, Ligorio Guindazzo, vient en Grèce, où il ne reste qu'un an. Dans l'intervalle, Jean de Gravina prépare une expédition en Morée mais il ne peut s'y rendre qu'en janvier 1325, avec 25 galères, 400 cavaliers et 1 000 fantassins. Il prend Céphalonie et restaure le contrôle des Angevins sur l'Achaïe. En revanche, il échoue devant Karýtena, tandis que les Byzantins lancent des raids sur ses arrières. À l'arrivée de l'hiver, il doit cesser ses attaques et revient en Italie au printemps 1326. C'est le duc de Naxos, Nicolas Ier Sanudo, qui prend sa suite et parvient à battre les Byzantins, non sans difficultés, mais il ne peut pour autant reprendre l'initiative et contester la présence byzantine dans la région. 